# Red Hot Riding Hood
Red Hot Riding Hood – amerykański film animowany z 1943 roku w reżyserii Texa Averego, wyprodukowany przez wytwórnię Metro-Goldwyn-Mayer. W 1994 roku zajął siódme miejsce w rankingu The 50 Greatest Cartoons. Charakterystyczne zachowanie Wilka, gdy widzi ładną kobietę kopiowało mniej lub bardziej dokładnie wielu twórców kreskówek.

## Opis fabuły
Film jest bardzo luźno oparty na bajce o Czerwonym Kapturku. Rozpoczyna się niewinnie: Narrator opisuje drogę Czerwonego Kapturka z koszykiem, Wilka dybiącego na dziewczynkę i jej bierną Babcię. Szybko jednak te postaci wpadają w gniew. Bo, ich zdaniem, ta historia odtwarzana była wiele razy tak samo i mają jej serdecznie dość. Narrator, zatem, proponuje im alternatywę.
Wilk jest zamożnym kobieciarzem w Hollywood lat czterdziestych. Udaje się do nocnego klubu, by napić się drinka i obejrzeć występ śpiewających, kuso odzianych dziewcząt. Jedyną na scenie jest Czerwony Kapturek. Jej pseudonim artystyczny to Red Hot Riding Hood. Tylko krótką chwilę wygląda konwencjonalnie. Szybko staje się seksbombą o wyglądzie typowym dla tej dekady. Wilk jest zachwycony, wariuje. Właśnie ten fragment kopiowano później wiele razy. Po występie próbuje poderwać Kapturka. Nie jest w stanie znieść odmowy. Dziewczynka ucieka przed nim taksówką do apartamentowca Babci. Wilk szybko gubi jej trop, a zarazem wpada w pułapkę. Bo staruszka jest energiczna, kochliwa i upatrzyła go sobie, równie silnie i zdecydowanie, jak on jej wnuczkę. Trudno mu było uciec. Po tym wraca do klubu poobijany i ranny. Przysięga sobie, że zerwie z dotychczasowym życiem. Obiecał sobie, że prędzej się zabije, nim znów spojrzy na dziewczynę. Jednak Kapturek występuje znowu. Wilk strzela sobie w głowę, a jego duch robi dokładnie to samo, co za pierwszym razem.

## Inna wersja
W pierwotnych planach twórców kreskówka kończyła się tym, że Babcia zmuszała Wilka do ślubu z nią i mieli razem dzieci. Były gotowe odpowiednie rysunki. Ale zrezygnowano z tego, bo obawiano się oskarżenia o lansowanie zoofilii oraz o naśmiewanie się z instytucji małżeństwa, co było zabronione przez kodeks Haysa.

## Nawiązania

### Inne filmy
Wykonano później kilka filmów w różny sposób naśladujących Red Hot Riding Hood: 
- 1944: Big Heel-Watha
- 1945: Swing Shift Cinderella, The Shooting of Dan McGoo, Wild and Woolfy
- 1946: The Hick Chick
- 1947: Uncle Tom's Cabaña
- 1949: Little Rural Riding Hood
- W trzech kinowych wersjach uniwersum Tom i Jerry Czerwony Kapturek wzorowany na tym filmie odgrywa rolę znaczącą: Tom i Jerry i Sherlock Holmes, Tom and Jerry: Robin Hood and His Merry Mouse i Tom and Jerry's Giant Adventure.
- Jessica Rabbit, jedna z kluczowych postaci filmu Kto wrobił królika Rogera? jest wzorowana na Kapturku. Też śpiewa w nocnym klubie, ale jej wygląd i strój trochę dostosowano do lat osiemdziesiątych. Hieny na jej widok odtwarzają reakcję Wilka. Na Babci wzorowano scenę w Animkowie, gdy przed czułościami jednej z postaci uciekał Edward „Eddie” Valiant.
- w filmie komediowym Maska tytułowy bohater ogląda Red Hot Riding Hood. Później rekonstruuje niektóre zachowania Wilka.
- w filmie Wielki mysi detektyw sparodiowano scenę w klubie, podczas wykonywania piosenki „Let Me Be Good to You”

### Seriale
- postać Czerwonego Kapturka niespecjalnie różniąca się od tej w niniejszym filmie pojawiła się w serialach: Droopy, superdetektyw w odcinkach „Miss Vavoom” i „Droopy and Dripple”; mniej znaczący udział w odcinkach „Mystery Lady” i „Calaboose Cal”
- gag z Babcią zalecającą się do Wilka skopiowano w A Fine Feathered Frenzy, jednym z krótkich filmów postaci Woody Woodpeckera
- Tom z serialu Tom i Jerry naśladuje Wilka w odcinku „Puss n’ Toots”
- w serialu Animaniacy, Yakko i Wakko odtwarzają Wilka ilekroć widzą pielęgniarkę pracującą dla doktora Psychoszajbera.
- w serialu Simpsonowie odtworzono Wilka w odcinku „Lisa the Beauty Queen”; gdy Bart wyobraził sobie przebieg konkursu piękności.
- Królik Bugs przebrał Elmera Fudda w odcinku „The Big Snooze” Zwariowanych Melodii; po czym napadło go grupa wilków wzorowana na Wilku z niniejszego filmu
- w odcinku „Two Chips and a Miss” serialu Chip i Dale, tytułowe postaci konkurują o względy gwiazdy nocnego klubu; odtwarzają zachowanie Wilka, ale nie jest to wulgarne